# Cornel Morar
Cornel Morar (n. 6 noiembrie 1951) a fost un deputat român în legislatura 1990-1992, ales în județul Satu-Mare pe listele partidului FSN în perioada 18 iunie 1990 - 27 septembrie 1990, când a demisionat și a fost înlocuit de deputatul Romul Soponar.
A fost Prefect al județului Satu Mare, mandat ce l-a încheiat în ianuarie 1993. A fost apoi Director adjunct al Direcției Muncii Satu Mare, Director sucursala SIF Banat Crișana.